# Gentiana sceptrum
Gentiana sceptrum es una especie de planta fanerógama, perteneciente a la familia de las gencianáceas. 

## Distribución y hábitat
Es originaria de la costa oeste de América del Norte desde la Columbia Británica hasta el norte de California. Crece en zonas húmedas en los cerros y montañas, como las praderas y pantanos inundados. 

## Descripción
Es una hierba perenne con tallos que crecen a lo largo del suelo o montados y llegan a un metro de altura. Los tallos son frondosos, con las hojas de forma ovalada, de varios centímetros de largo y alrededor de la mitad de ancho. Las flores son solitarias o agrupadas en inflorescencias de varias flores. Cada flor es de cuatro a cinco centímetros de largo y dos o tres de ancho cuando está abierta. La corola es de color azul oscuro a púrpura con lóbulos agudos. El fruto es una cápsula que contiene semillas con alas pequeñas. 

## Taxonomía
Gentiana sceptrum fue descrita por  August Grisebach y publicado en Flora Boreali-Americana 2(8): 57–58, pl. 145. 1837.
Etimología
Gentiana: Según Plinio el Viejo y Dioscórides, su nombre deriva del de Gentio, rey de Iliria en el siglo II a. C., a quien se atribuía el descubrimiento del valor curativo de la Gentiana lutea. El Banco de Albania ha recogido esta tradición: la Gentiana lutea está representada en el reverso del billete de 2000 lekë albaneses, emitido en 2008, en cuyo anverso figura el rey Gentio.
sceptrum: epíteto latíno que significa "con cetro".
Sinonimia
- Gentiana menziesii Griseb.
- Gentiana orfordii Howell
- Gentiana sceptrum var. cascadensis M.Peck
- Gentiana sceptrum var. humilis Engelm. ex A.Gray
- Pneumonanthe sceptrum (Griseb.) Greene[6]